# Заяченское сельское поселение
За́яченское се́льское поселе́ние — муниципальное образование в Корочанском районе Белгородской области.
Административный центр — село Заячье.

## История
Заяченское сельское поселение образовано 20 декабря 2004 года в соответствии с Законом Белгородской области № 159.
У этого села завидная история. Оно упомянуто еще в писцовой книге Белгородского уезда 1626 года. Автор фундаментальной работы «Белгородская черта» профессор В. П. Загоровский сообщает «Заселенная часть Белгородского уезда располагалась в промежутке между татарскими дорогами — Муравской и Изюмской — в верховьях Северского Донца.
Уезд делился на четыре стана... К Белгородскому уезду относилась также посопная дворцовая волость... Дворцовая волость занимала среднее течение рек Кореня и Корочи и была прикрыта с юга лесами (от себя добавлю: обильными зайцами. — Б. О.). К дворцовой волости относились села Городище и Заячье...» Известный краевед В. А. Прохоров дополняет: Заячье упоминается и в документах 1667 года, причем в одном из документов сказано, что находилось оно на «заячьей стешке» (т. е. тропе). В 1667-м было в Заячьем «67 дворов, 42 взрослых мужчины (от 15 лет и старше) и восемьдесят моложе пятнадцати. Селение жило хлебопашеством,выращивая пшеницу и рожь, овес и гречиху.
Десятая ревизия записала в Заячьем «931 душу мужского пола». Перепись 1885 года: Ново-Слободской волости Корочанского уезда село Заячье — 415 дворов, 2642 жителя (1360 мужск. и 1282 жен.пола). Пятнадцать дворов (32 мужчины и тридцать женщин) — без земельного надела. У селян — 632 рабочих лошади с 189 жеребятами, 577 коров с 351 теленком, 1808 овец и 457 свиней. В селе — пятнадцать «промышленных заведений» (Заячье славилось производством тележных колес) и две лавки.
С 1875 года в Заячьем была своя школа. Вот что вычитал я о ней в земском отчете: «Заяченская школа основана по инициативе местного священника и первое время своего существования помещалась в церковной сторожке. В настоящее время (1885 г. — Б. О.) школа помещается в общественном здании, переделанном из старой церкви. Здание находится на выгоне, близ церкви и кладбища. Квартира учителя при школе, состоит из двух комнат; в школьном здании помещается и церковная сторожка, которой пользуются как раздевальней. 
Стены классной комнаты обмазаны белой глиной. Печи топят дровами; зимой средняя температура 10°. Ученические столы неудобны; учебных пособий и руководств достаточно; книг для внеклассного чтения около 60 экземпляров, преимущественно религиозного содержания. Ежегодные занятия ведутся с 15 сентября до конца апреля, ежедневные с 8 1/2 ч. до 2 ч.; уроки часовые; все дети обучаются пению. Школа получает на содержание от земства 110 рублей, от общества — 265 рублей».
Перепись 1885 года насчитала в Заячьем 92 мужчин и трех женщин, владевших грамотой, а также 46 учеников и всего лишь одну ученицу. Документальные данные 1890 года:Заячье село — 16 верст от уездного города Корочи — 2867 жителей (1451 мужск. и 1416 жен. пола). Из тома второго книги «Россия...» (СПб, 1902 г.): «Верстах в 12-20 к юго-западу от Корочи находится также целая группа крупных селений. Между ними Заячье имеет до 3.000 жителей и становую квартиру, слобода Алексеевка (Коренек) — 3.000 жителей...» 
Документ 1932 года: село Заячье (3264 жителя) — центр Заяченского сельского Совета (кроме Заячьего еще два хутора: Голышовка — семьдесят хуторян и Свиридов — 120 хуторян) в Корочанском районе. Этот «статус» Заячье сохраняло до 1990-х годов, влившись затем в Алексеевский сельсовет того же Корочанского района Белгородской области. В 1979 году в Заячьем было 1073 жителя, через десять лет — 701 (253 мужчины и 448 женщин). В 1997 году с. Заячье (374 хозяйства, 815 жителей) — центр Заяченского сельского округа в Корочанском районе.

## Население
| 2010 | 2011 | 2012 | 2013 | 2014 | 2015 | 2016 | 2017 | 2018 |
| ---- | ---- | ---- | ---- | ---- | ---- | ---- | ---- | ---- |
| 685  | ↘684 | ↗698 | ↗706 | ↗735 | ↗752 | ↗767 | ↗791 | ↗795 |
| 2019 | 2020 | 2021 |      |      |      |      |      |      |
| ↗807 | ↘799 | ↘635 |      |      |      |      |      |      |

## Состав сельского поселения
| № | Населённый пункт | Тип населённого пункта       | Население |
| - | ---------------- | ---------------------------- | --------- |
| 1 | Заячье           | село, административный центр | ↘635      |